# Spanje op het Eurovisiesongfestival 1969
Spanje was het gastland van het Eurovisiesongfestival 1969 het werd gehouden in het Teatro Real in Madrid.

## Selectieprocedure
TVE koos intern voor zangeres Salomé om Spanje te vertegenwoordigen op het Songfestival. Het lied, "Vivo cantando", werd gekozen via nationale finale.
De nationale finale vond plaats in the Teatro Balear in Palma de Mallorca. het werd gepresenteerd door Marisa Medina en Joaquín Prat. Salomé was al gekozen als act voor het Songfestival, maar de tien liedjes werden twee keer gezongen, een keer door Salomé zelf en een keer door een andere artiest.

### Resultaat national finale
| Startplaats | Lied                  | Eerste zanger    | Tweede zanger | Punten | Plaats |
| ----------- | --------------------- | ---------------- | ------------- | ------ | ------ |
| 1           | "Abrazame otra vez"   | Don Castor       | Salomé        | 0      | 6      |
| 2           | "Amigos, amigos"      | Lorenzo Valverde | Salomé        | 8      | 2      |
| 3           | "Angelus"             | Elena            | Salomé        | 0      | 6      |
| 4           | "Buenos días"         | Adriángela       | Salomé        | 4      | 4      |
| 5           | "Despertar a tu lado" | Toni Obrador     | Salomé        | 0      | 6      |
| 6           | "Palabras"            | Daniel Velázquez | Salomé        | 8      | 2      |
| 7           | "Siento dentro de mí" | Gloria           | Salomé        | 0      | 6      |
| 8           | "Una vida buena"      | Ivana            | Salomé        | 3      | 5      |
| 9           | "Vivo cantando"       | Ana Kiro         | Salomé        | 47     | 1      |
| 10          | "Ya viene el día"     | Carlos Antonio   | Salomé        | 0      | 6      |

1961 · 1962 · 1963 · 1964 · 1965 · 1966 · 1967 · 1968 · 1969 · 1970 · 1971 · 1972 · 1973 · 1974 · 1975 · 1976 · 1977 · 1978 · 1979 · 1980 · 1981 · 1982 · 1983 · 1984 · 1985 · 1986 · 1987 · 1988 · 1989 · 1990 · 1991 · 1992 · 1993 · 1994 · 1995 · 1996 · 1997 · 1998 · 1999 · 2000 · 2001 · 2002 · 2003 · 2004 · 2005 · 2006 · 2007 · 2008 · 2009 · 2010 · 2011 · 2012 · 2013 · 2014 · 2015 · 2016 · 2017 · 2018 · 2019 · 2020 · 2021 · 2022 · 2023 · 2024 · 2025